# Friedrich Buff
Friedrich Georg Karl Ludwig Buff (* 19. Februar 1859 in Gießen; † 24. März 1934 in Darmstadt) war ein deutscher Jurist und Politiker.

## Leben
Der Sohn des Reichsgerichtsrats Wilhelm Buff (1825–1900) und dessen Frau Wilhelmine, geborene Müller (1829–1882) besuchte das Gymnasium in Gießen und die Thomasschule zu Leipzig. Von 1877 bis 1880 studierte er in Gießen und Leipzig Rechtswissenschaften. Er war Mitglied des Corps Hassia-Gießen. 1881 wurde er in Gießen promoviert. 1884 ernannte man ihn zum Gerichtsakzessisten in  Gießen. 1889 folgte die Beförderung zum Amtsrichter in Nieder-Olm. Später wurde er nach Offenbach versetzt. 1892 kam er als Staatsanwalt beim Landgericht der Provinz Starkenburg nach Darmstadt. 1896 wurde Landgerichtsrat. 1899 war ein Mitbegründer des hessischen Richtervereins. Von 1900 bis 1905 war er Ersatzmitglied des Provinzialausschusses der Provinz Starkenburg. Von 1901 bis 1906 war er Stadtverordneter in Darmstadt. Im 32. Landtag war er 1903–1906 fraktionsloser Abgeordneter der II. Kammer der Landstände des Großherzogtums Hessen von 1903 bis 1906 für den Wahlbezirk Stadt Darmstadt. 1902 erlitten er und Adolf Morneweg (1851–1909) als die nationalliberalen Kandidaten für Darmstadt eine knappe Wahlniederlage gegen die freisinnig-sozialdemokratischen Kandidaten, Strohhutfabrikant Wilhelm Langenbach (1841–1911) und Buchhändler Ludwig Saeng (1848–1931), die 10 Stimmen Vorsprung hatten. Die Wahl war von antisemitischen Ressentiments gegen Langenbach begleitet. Am 30. April wurden die Mandate in einer Wahlprüfung der II. Kammer kassiert. In einer Ersatzwahl siegte Buff zusammen mit dem Architekten Heinrich Müller (1849–1906). Die den Nationalliberalen nahestehenden offiziöse Darmstädter Zeitung schrieb, dass die II. Kammer „in erfreulicher Weise um zwei bürgerliche Mandate bereichert“ wurde. Als Müller am 30. Oktober 1906 starb, musste Buff das Mandat abgeben (Nachfolger wurde Wilhelm Glässing). 1905 wurde er zum Oberstaatsanwalt in Mainz befördert. 1903 wurde er Mitglied der Kommission für die Reform des Strafprozesses und anschließend (1905) als Hilfsarbeiter im Reichsjustizamt weiterbeschäftigt. 1910 kam er als Oberlandesgerichtsrat nach Darmstadt. 1911 wurde er Reichsgerichtsrat und zunächst im III. Zivilsenat tätig, in dem auch Buffs Vater saß. Im selben Jahr kam er in den III. Strafsenat. 1927 wurde er pensioniert. Er war Mitredakteur der Zeitschrift „Hessische Rechtsprechung“.

## Familie
Seine Vorfahren waren seit dem 16. Jahrhundert in der Wetterau ansässig. Sie waren Gewerbetreibende, Pfarrer, Juristen und Offiziere. Sein Vater war Wilhelm Buff. Eine Verwandte war Charlotte Buff. Friedrich Buff, der evangelischer Konfession war, heiratete am 22. Mai 1884 in Nieder-Wöllstadt Marie Wilhelmine geborene Buff (1860–1936), die Tochter des Nieder-Wöllstädter Gutsbesitzers Wilhelm Buff und dessen Frau Wilhelmine geborene Windecker. Er hatte keine Kinder.

## Ehrungen
- 1906 Ritterkreuz I. Klasse des Verdienstordens Philipps des Großmütigen
- 1910 Ehrenkreuz des Verdienstordens Philipps des Großmütigen
- 1912 Preußischer Roter Adlerorden IV. Klasse
- 1917 Komturkreuz II. Klasse des Verdienstordens Philipps des Großmütigen

## Schriften
- Ueber einige Fragen aus dem Gebiete der Lebensversicherung. Keller, Gießen 1881, (Giessen, Universität, Dissertation, 1881).
- Die Buff. s. n., Darmstadt 1934, (Stammtafeln).